# Уфімцев Петро Якович
Петро Якович Уфімцев (рос. Пётр Я́ковлевич Уфи́мцев, нар. 1931, село Усть-Чаришска Пристань Алтайського краю, РРФСР) — радянський, американський фізик-теоретик в галузі дифракції електромагнітних хвиль, результати роботи якого використовують при розробці літаків та іншої військової техніки за технологією «Стелс».

## Біографія
В три роки залишився без батька — його батько був репресований і загинув у таборах. У 1949 році закінчив середню школу в своєму селі і вступив на фізико-математичний факультет Алма-Атинської державного університету. У зв'язку з короткозорістю, що прогресувала, він поїхав лікуватися до Одеси в клініку професора В. П. Філатова. Згодом, в 1952 році він перевівся на навчання в Одеський університет імені І. І. Мечникова, де почав вчитися з четвертого курсу.
У 1954 році після закінчення університету за спеціальністю «теоретична фізика» він за розподілом, на запрошення Миколи Павловича Емохонова, пішов працювати в ЦНІРТІ — закритий інститут у Москві, займався проблемами радіолокації, де він почав працювати з 1 серпня 1954 в теоретичній лабораторії. Саме у стінах цього інституту П. Я. Уфімцев, будучи молодим спеціалістом, зайнявся вивченням дифракції на тілах складної форми. У цьому інституті П. Я. Уфімцев 6 лютого 1959 а захистив кандидатську дисертацію, і з літа 1959 стає старшим науковим співробітником. Пропрацював у ЦНІРТІ Уфімцев до 1973 року.
У 1962 рік у видавництві «Радянське радіо» вийшла книга П. Я. Уфімцева під назвою «Метод крайових хвиль у фізичній теорії дифракції» накладом в 6500 примірників, в якій викладався математичний апарат, який надалі використовувався в «стелс-технологіях». Згідно з ним, практично досконалу радіолокаційну невидимість повинен мати літальний апарат із занадто революційною, з точки зору традиційної радянської аеродинаміки, формою, тому надзвичайно перспективну розробку було покладено «під сукно»14[джерело?]. Трохи згодом американці, ведучи дослідження по досягненню радіолокаційної невидимості на традиційній аеродинамічній формі, зіткнулися з низкою принципово нерозв'язних труднощів; невдалий досвід модифікованої авіації у Війні у В'єтнамі зупинив ці розробки 14[джерело?].
У 1973 році Уфімцев через обрання за конкурсом переходить на роботу в Інститут радіотехніки й електроніки АН СРСР (ІРЕ), і працює в його відділенні під Фрязіно.
У вересні 1990 року Уфімцев як «запрошений професор» поїхав працювати в Каліфорнійський університет (США), на факультет Електротехніки. Там же, у США, Уфімцев починає співпрацювати з військово-промисловою компанією «Northrop Grumman Corporation» (Норсроп Грумман Корпорейшен) і бере участь у створенні стратегічного бомбардувальника B-2.

## Праці
- Уфимцев П. Я. Основы физической теории дифракции. М.: Бином. Лаборатория знаний, 2009
- Уфимцев П. Я. Теория дифракционных краевых волн в электродинамике. Введение в физическую теорию дифракции. Издание второе, М.: БИНОМ, Лаборатория знаний, 2012
- Уфимцев П. Я. Теория дифракционных краевых волн в электродинамике. М.: Бином. Лаборатория знаний, 2007
- Уфимцев П. Я. «Метод краевых волн в физической теории дифракции», изд. «Советское радио», 1962, тираж 6.5 т. экз.
- Уфимцев П. Я. К юбилею «ЦНИРТИ-108». — ФГУП «ЦНИРТИ», Музей трудовой славы, 2001 г. Рукопись на 15 страницах.

## Нагороди
- Державна Премія СРСР з Науки за 1990 р.
- Нагороджений Грумманівською медаллю (США, 1991) за внесок у наукові розробки.